# Žoltokosmičasti tintovec
Žoltokosmičasti tintovec (znanstveno ime Coprinellus xanthothrix) je gliva iz rodu tintovcev (Coprinellus).

## Značilnosti
Klobuk je sprva jajčaste, nato zvonaste oblike premera od 1,6 do 2,5 cm. Rob je globoko razbrazdan. Površina je redko prekrita s bledimi sljudastimi luskami, ki so bolj goste na sredini klobuka. Je bledo rumene barve, ki v zrelosti postane siva.
Lističi so prirasli in so sprva beli, nato postanejo sivi in na koncu počrnijo.
Bet ima v premeru od 2,5 do 5 mm in je visok do 10 cm. Je votel, rahlo nabrekel v dnišču in bele barve

## Razširjenost in življenjski prostor
Je razširjen po severni polobli, a redek oziroma redko opažen.
Je gniloživka, ki raste na lesnih ostankih listnatega drevja.

## Mikroskopske značilnosti
Trosni odtis je črne barve. Trosi so elipsasti do jajčasti, gladki, z zarodno poro in merijo 7,5–10 x 5–6 μm.

## Podobne vrste
- sljudnati tintovec (Coprinellus micaceus) je zelo podoben, vendar je v zrelosti bolj rjav kot siv in ima bolj opazne sljudnate luskice.

## Uporabnost
Neužiten, oziroma užitnost ni znana.